# Коэлью, Жозе Триндаде
Жозе́ Франси́шку Тринда́де Коэ́лью (порт. José Francisco Trindade Coelho; 18 июня 1861, Могадоуру — 9 июня 1908, Лиссабон) — португальский писатель, юрист, журналист, мемуарист. Лучший представитель жанра деревенского рассказа (порт. conto rústico) в португальской литературе конца XIX — начала XX века.

## Биография
Собственный жизненный путь кратко описал в посмертно изданной автобиографии (Auto biographia, Diário de Notícias, 1908). Первые рассказы сочинил ещё во время учёбы в колледже в Порту (O Engeitado, Uma Trovoada). Из-за натянутых отношений с отцом учился за собственный счёт, брался за любую низкооплачиваемую работу. В то время познакомился с Камилу Каштелу Бранку, который стал оказывать юноше своё покровительство. В 1885 году окончил юридический факультет Коимбрского университета. В университете сочинял для периодических изданий, подписываясь псевдонимами Belizario и Porta Ferrea, позже стал известен под собственным именем Триндаде Коэлью.
Работал в судебных органах, 4 года провёл в Порталегре, где основал две местные газеты (Gazeta de Portalegre и Comercio de Portalegre) и стал их литературным редактором. В 1891 году был переведён в Лиссабон, где основал три ежедневные газеты (Portugal, Novidades и Reporter). Три месяца провёл в Африке, где добился освобождения 30 безвинно арестованных. Последние время жизни, с 1895 до самоубийства, провёл в Лиссабоне, занимая должность судьи.
В 1906 году был принят в лиссабонскую масонскую ложу «Солидарность» (Solidariedade), находившуюся под юрисдикцией Великого востока Португалии. Принял символическое имя «Обновитель» (Renovador). Придерживался республиканских политических взглядов.
Современники считали Триндаде Коэлью большим авторитетом в литературе и специалистом в юриспруденции. Участвовал в выработке законов своего времени, выступал за свободу печати на международном правовом конгрессе в Лиссабоне. Тем не менее испытывал разочарование и горечь, усталость от бесперспективности предпринятых усилий. Когда уныние и опустошённость окончательно возобладали, покончил с собой.

## Литературное творчество

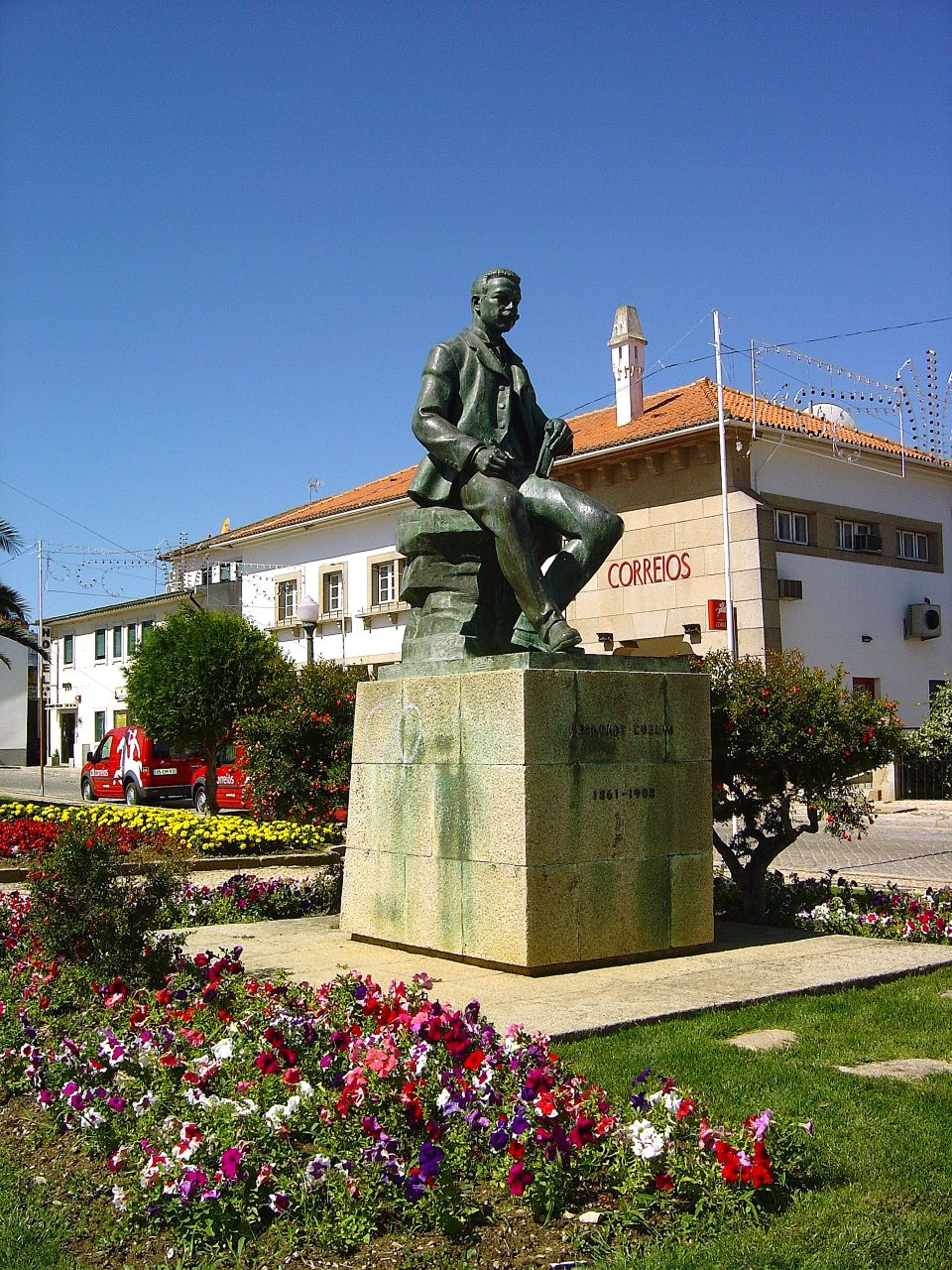
Статуя Жозе Триндаде Коэлью в Могадоуру

Помимо юриспруденции и занятий журналистикой Триндаде Коэлью прославился как писатель. Особую известность принесли книга воспоминаний In Illo Tempore (1902, к 1985 году вышло 7 изданий) и сборник деревенских рассказов Os Meus Amores (1891, 16-е издание 1978 года). Деревенский рассказ (conto rústico) считается отдельным жанром португальской литературы конца XIX века. По своему призыву к возврату к национальным истокам эти сочинения несут печать саудозизма и неогарретизма. Среди других известных успешных сочинений выделяются À Lareira и Abyssus-Abyssum.
Жозе Франсишку Триндаде Коэлью известен как наиболее характерный представитель жанра деревенского рассказа. К данному жанру ранее уже обращались Алешандре Эркулану в O Pároco da Aldeia, Родригу Паганину (Rodrigo Paganino) в Contos do Tio Joaquim и Тейшейра де Кейрош (Teixeira de Queirós) в Arvoredes (1895). Жулиу Диниш обязан частью своего успеха тому, что пытался найти своего читателя в городе, поскольку португальская интеллектуалы происходили из семей деревенских собственников, но после университетов оседали в городах. Из этого возникла мода на рассказы и романы деревенской направленности, где представлены воспоминания о детстве в родной деревне, виноградники на горных склонах, народные гулянья и отсутствие социально обострённого анализа.
Книга рассказов Os Meus Amores — «это печальное и ностальгическое восстановление в памяти деревенской жизни, перемежающееся с воспоминаниями о детстве, что кажется уставшему жителю города неким подобием утерянного рая». В рассказах сборника представлено утопическое восприятие действительности — показательно при этом название одного из них: «Деревенская идиллия» (Idílio Rústico), в котором один из персонажей настолько проникнут любовью и симпатией ко всему окружающему в духе Франциска Ассизского, что готов побрататься с собственным ослом. По мнению А. Ж. Сарайвы и О. Лопеша, анализ сборника Os Meus Amores приводит к объяснению главной направленности жанра деревенского рассказа, его социальной значимости и востребованности. Хронологически рассказы антологии написаны после принятия португальцами унизительного британского Ультиматума 1890 года. А. Ж. Сарайва и О. Лопеш относят начало современной португальской литературы именно к той дате. Кроме того писатель поставил свою подпись под первым манифестом литературного национализма — статьёй в Revista Nova (1893), направленной против всего заграничного в творчестве поколения 1870-х годов (Geração de 70) и других групп, включая символистов. Факт указывает на близость писателя к португальскому литературному национализму поколения 1890-х годов (Geração de 90). Помимо того идиллическая тематика рассказов Триндаде Коэлью несёт некую натуралистическую окраску с экзальтацией скрывающихся в человеке животных инстинктов. Таким образом, А. Ж. Сарайва и О. Лопеш относят Триндаде Коэлью к натуралистам.
Писатель прошёл через десятилетнее литературное затишье, которое прервал в самом начале 1900-х годов. В 1906 году опубликовал «Политическое руководство португальского гражданина» (Manual Político do Cidadão Português), направленное против плутократических диктатур. Позднее сочинение было дополнено и заново отредактировано. В нём автор коснулся аспектов, незатронутых в сборнике деревенских рассказов Os Meus Amores, но сохранил ясность и свободу стиля.